# Terje Lømo
Terje Lømo (sinh ngày 3 tháng 1 năm 1935) là nhà sinh lý học chuyên khoa thần kinh người Na Uy.
Ông được sinh ra ở Ålesund, cha ông là Leif Lømo hành nghề nha sĩ và mẹ ông là Ingeborg Rebekka Helseth.
Lømo đã trở nên nổi tiếng trong giới khoa học thần kinh qua các nghiên cứu khoa học mang tính đột phá về cấu trúc synap, đặc biệt nhất đó là tính mềm dẻo của synap. Với cộng sự đắc lực của ông, nhà nghiên cứu khoa học thần kinh Tim Bliss, cả hai đã khám phá ra quá trình điện thế hóa dài hạn (long-term potentiation) là trụ cột quan trọng trong lĩnh vực sinh lý học thần kinh.
Nhờ những cống hiến mà ông đã dành cho khoa học, nên vào năm 2003 ông đã được nhận giải thưởng y khoa Anders Jahre, năm 2009 ông vinh dự được trao tặng huân chương hoàng gia Na Uy St. Olav. Ông là viện sĩ Viện Hàn lâm Khoa học Na Uy.